# Женщина и собака
«Женщина и собака» (фр. Femmes au chien) — картина художника Пьера Боннара, созданная в 1891 году; находится в американском Институте искусств Стерлинга и Франсин Кларк (Уильямстаун).

## История и описание
На картине Пьера Боннара «Женщина и собака» изображены его сестра и кузина, которые играют в саду с собакой, принадлежащей семье Боннар; за изображением этих двух женщин, вдали, едва видны три другие фигуры. Художник сжал пространство на полотне и упростил формы, сглаживая складки и узоры на женской одежде. В данной работе Боннар также выделил (outlined) фигуры людей и собаки как карандашом, так и чернилами — иногда вдавливая линии непосредственно в масляную краску. Подобная экспериментальная техника была характерна для декоративного стиля, который проводила в жизнь группа молодых художников, известных как группа «Наби» (Пророки); в начале 90-х годов XIX века сам Боннар был тесно связана с данным объединением. Работа Боннара содержит абстрактный элемент (женское платье как часть шахматного орнамента) и, одновременно, нарративный (сентиментальные отношения двух молодых женщин и их питомца).
Картина, размер которым составляет 410 на 325 мм (по другим данным — 406 на 324), была приобретена Стерлингом и Франсин Кларк 24 июля 1979 года у нью-йоркской галереи «Hirschl & Adler», владевшей работой с 1973 года.